# Nduka Awazie
Nduka Awazie (4 aprile 1981) è un velocista nigeriano, specializzato nei 400 metri piani.

## Biografia
In carriera è stato medaglia d'oro ai Giochi olimpici di Sydney 2000 nella staffetta 4×400 metri.

## Palmarès
| Anno | Manifestazione      | Sede   | Evento      | Risultato | Prestazione | Note  |
| ---- | ------------------- | ------ | ----------- | --------- | ----------- | ----- |
| 1998 | Mondiali juniores   | Annecy | 400 m piani | Oro       | 45"54       |       |
| 1998 | Campionati africani | Dakar  | 4×400 m     | Bronzo    | 3'05"18     |       |
| 2000 | Giochi olimpici     | Sydney | 400 m piani | Batteria  | 46"81       |       |
| 2000 | Giochi olimpici     | Sydney | 4×400 m     | Oro       | 2'58"68     | [ 1 ] |